# غده نمکی

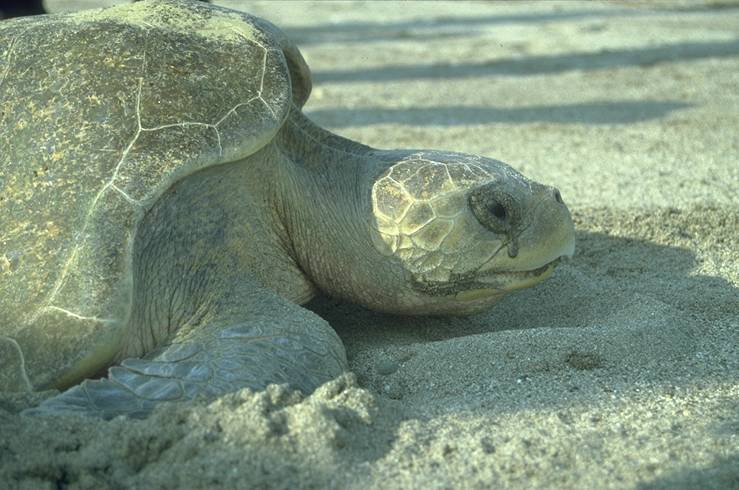
لاک‌پشت‌های دریایی نمک‌ها را از طریق مجاری اشکی دفع می‌کنند. «گریه» زمانی که خارج از آب است قابل دیدن است.

غده نمکی (به انگلیسی: Salt gland) اندامی برای دفع نمک‌های اضافی است. در ماهیان غضروفی زیرردهٔ نرم‌آبشش‌داران (کوسه‌ها، سفره‌ماهی‌ها و اسکیت‌ها)، پرندگان دریایی و برخی از خزندگان یافت می‌شود. غدد نمکی را می‌توان در راست‌روده کوسه‌ها نیز یافت. پرندگان و خزندگان غدد نمکی دارند که در درون یا روی جمجمه، معمولاً در چشم، بینی یا دهان قرار دارند. این غده‌ها دارای لوب‌هایی هستند که دارای لوله‌های ترشحی زیادی هستند که از کانال دفعی در مرکز به بیرون می‌تراوند. لوله‌های ترشحی با یک لایه سلول‌های پوششی پوشیده شده‌اند. قطر و طول این غده‌ها بستگی به میزان جذب نمک گونه متفاوت است.